# Josh Hennessy
Joshua Hennessy, född 7 februari 1985 i Brockton, Massachusetts, är en amerikansk professionell ishockeyspelare som spelar för Växjö Lakers i SHL.
Hennessy valdes av San Jose Sharks i andra rundan i 2003 års NHL-draft som 43:e spelare totalt.

## Klubbar
- Québec Remparts 2001–2005
- Cleveland Barons 2005–06
- Binghamton Senators 2006–2010
- Ottawa Senators 2006–2010
- HC Lugano 2010–11
- Providence Bruins 2011–2012
- Boston Bruins 2011–2012
- HK Vitjaz Podolsk 2012–2014
- Kloten Flyers 2014
- HK Neftechimik Nizjnekamsk 2014
- Växjö Lakers 2014–